# Formosatettixoides zhejiangensis
Formosatettixoides zhejiangensis är en insektsart som beskrevs av Zheng, Z. 1994. Formosatettixoides zhejiangensis ingår i släktet Formosatettixoides och familjen torngräshoppor. Inga underarter finns listade i Catalogue of Life.